# Bear Lake (Alaska)
Pour les articles homonymes, voir Lac Bear.
Bear Lake (Lac de l'ours) est un lac d'Alaska, aux États-Unis, situé dans la péninsule Kenai, à proximité de la ville de Seward. Long de 1,9 kilomètre, on y accède par la Bear Creek Road, qui rejoint la Seward Highway.
C'est une importante réserve pour la pêche au saumon, contrôlée par la Cook Inlet Aquaculture Association depuis 1962.